# Cacia andamanica
Cacia andamanica là một loài bọ cánh cứng trong họ Cerambycidae.